# 拓跋可悉陵
拓跋可悉陵（？—？），一名羽隣，追尊魏昭成帝拓跋什翼犍玄孙，假节、内都大官、征西大将军、常山康王拓跋素长子，北魏宗室、官员。

## 生平
拓跋可悉陵虚岁十七的时候跟随魏太武帝拓跋焘打猎，遇到一只猛虎，拓跋可悉陵空手击倒猛虎献给魏太武帝。魏太武帝对他说：“你的才华力量超越常人，应该为国家建功立业，不应如此。”当即任命他为內行阿干。拓跋可悉陵后跟随平定凉州，沮渠茂虔命令部下一员勇将与拓跋可悉陵战斗，两根长矛都折断了，拓跋可悉陵抽箭将对方射下马，因为担心对方救兵赶到，来不及拔剑，用刀割断对方的头，魏太武帝认为拓跋可悉陵勇敢，当天就任命他担任都幢将，封暨阳子，拓跋可悉陵后在中军都将任内去世。

## 家庭

### 兄弟
- 拓跋陪斤，北魏常山简王
- 拓跋忠，北魏侍中、镇西将军、右仆射、城阳宣公
- 元德，北魏镇南将军、河间简公
- 元赞，北魏卫将军、左仆射、晋阳肃伯
- 拓跋货毅，北魏内三郎
- 元菩萨，北魏赵郡王
- 元淑，北魏使持节、平北将军、肆朔燕三州刺史，都督柔玄御夷怀荒三镇二道诸军事、平城镇将

### 孙子
- 元晞，元文遥之父